# Stade Gileno de Carli
Le Stade Gileno de Carli (en portugais : Estádio Gileno de Carli), également surnommé Gilenão, est un stade omnisports brésilien (servant principalement pour le football) situé dans la ville de Cabo de Santo Agostinho, dans l'État du Pernambouc.
Le stade, doté de 5 459 places, sert d'enceinte à domicile aux équipes de football de l'Associação Desportiva Cabense et du Ferroviário Esporte Clube, ainsi qu'à l'équipe de football américain des Recife Mariners.